# Dysaules uvana
Dysaules uvana es una especie de mantis de la familia Tarachodidae.

## Distribución geográfica
Se encuentra en la India  y en Sri Lanka.